# Jim Nussle

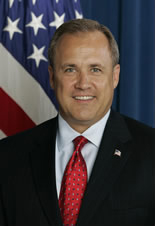
Jim Nussle

James Allen „Jim“ Nussle (* 27. Juni 1960 in Des Moines, Iowa) ist ein US-amerikanischer Politiker. Zwischen 1991 und 2007 vertrat er den Bundesstaat Iowa im US-Repräsentantenhaus. Von 2007 bis 2009 gehörte er als Direktor des Office of Management and Budget dem Kabinett der Vereinigten Staaten an.

## Werdegang
Nach dem Besuch der Grundschule und des Luther College in Decorah, das er im Jahr 1983 absolvierte, studierte Jim Nussle bis 1985 an der Drake University in Des Moines Jura. Danach begann er in seinem neuen Beruf zu arbeiten. Zwischen 1986 und 1990 war er Bezirksstaatsanwalt im Delaware County.
Nussle wurde Mitglied der Republikanischen Partei und 1990 als deren Kandidat im zweiten Wahlbezirk von Iowa in das US-Repräsentantenhaus in Washington, D.C. gewählt. Dort trat er am 3. Januar 1991 die Nachfolge von Tom Tauke an. Nach sieben Wiederwahlen konnte er bis zum 3. Januar 2007 acht zusammenhängende Legislaturperioden im Kongress absolvieren. Seit 2003 vertrat er als Nachfolger von Jim Leach den ersten Distrikt. Praktisch handelte es sich dabei aber nur um eine Neunummerierung der Wahlbezirke in Iowa. Von 2001 bis 2007 war Nussle Vorsitzender des Haushaltsausschusses. Im Kongress galt sein Abstimmungsverhalten als eher konservativ. Im Jahr 2006 verzichtete er auf eine erneute Kandidatur.
Ebenfalls im Jahr 2006 kandidierte er erfolglos für das Amt des Gouverneurs von Iowa. Zwischen 2007 und 2009 war er als Nachfolger von Rob Portman Direktor der Haushaltsbehörde im Kabinett von US-Präsident George W. Bush. Nach dem Ende von dessen Regierungszeit gründete Jim Nussle die Nussle Group, eine in vielen Bereichen tätige Beraterfirma, die in Alexandria (Virginia) und Manchester (Iowa) ansässig ist. Seit 2001 ist er in zweiter Ehe mit der erfolgreichen Geschäftsfrau Karen Chiccehitto verheiratet. Privat lebt Jim Nussle in Manchester.